# Unione Sportiva Lucchese Libertas 1948-1949
Questa voce raccoglie le informazioni riguardanti il l'Unione Sportiva Lucchese Libertas nelle competizioni ufficiali della stagione 1948-1949.

## Rosa
| N. |                     | Ruolo | Calciatore          |
| -- | ------------------- | ----- | ------------------- |
|    | Italia (bandiera)   | P     | Giovanni Viola      |
|    | Italia (bandiera)   | P     | Duilio Zotti        |
|    | Italia (bandiera)   | D     | Raffaele Cuscela    |
|    | Italia (bandiera)   | D     | Alberto Bertuccelli |
|    | Italia (bandiera)   | D     | Manrico Guerrieri   |
|    | Italia (bandiera)   | C     | Cesare Nay          |
|    | Ungheria (bandiera) | C     | Mihail Uram         |
|    | Italia (bandiera)   | C     | Adolfo Gambi        |
|    | Italia (bandiera)   | C     | Renzo Merlin        |
|    | Italia (bandiera)   | C     | Pietro Magni        |

| N. |                     | Ruolo | Calciatore       |
| -- | ------------------- | ----- | ---------------- |
|    | Italia (bandiera)   | C     | Luigi Rosellini  |
|    | Ungheria (bandiera) | A     | Gyula Tóth       |
|    | Italia (bandiera)   | A     | Carlo Scarpato   |
|    | Romania (bandiera)  | A     | Josef Fabian     |
|    | Italia (bandiera)   | A     | Ugo Conti        |
|    | Italia (bandiera)   | A     | Giancarlo Bacci  |
|    | Italia (bandiera)   | A     | Danilo Michelini |
|    | Italia (bandiera)   | A     | Aldo Peruzzo     |
|    | Italia (bandiera)   | A     | Luigi Carello    |
|    | Italia (bandiera)   | A     | Francesco Galli  |

## Risultati

### Serie A

#### Girone di andata
| 19 settembre 1948 1ª giornata | Lucchese | 3 – 1 | Triestina |  |

| 26 settembre 1948 2ª giornata | Lucchese | 1 – 0 | Modena |  |

| 3 ottobre 1948 3ª giornata | Pro Patria | 0 – 2 | Lucchese |  |

| 10 ottobre 1948 4ª giornata | Lucchese | 2 – 1 | Lazio |  |

| 17 ottobre 1948 5ª giornata | Torino | 2 – 1 | Lucchese |  |

| 24 ottobre 1948 6ª giornata | Palermo | 1 – 3 | Lucchese |  |

| 31 ottobre 1948 7ª giornata | Lucchese | 2 – 2 | Milan |  |

| 4 novembre 1948 8ª giornata | Livorno | 0 – 0 | Lucchese |  |

| 7 novembre 1948 9ª giornata | Lucchese | 2 – 1 | Juventus |  |

| Lucca 14 novembre 1948 10ª giornata | Lucchese | 4 – 0 | Fiorentina | Porta Elisa (23.000 spett.) |

| 21 novembre 1948 11ª giornata | Padova | 0 – 1 | Lucchese |  |

| 28 novembre 1948 12ª giornata | Lucchese | 0 – 0 | Genoa |  |

| 5 dicembre 1948 13ª giornata | Sampdoria | 5 – 0 | Lucchese |  |

| 8 dicembre 1948 14ª giornata | Inter | 4 – 0 | Lucchese |  |

| 12 dicembre 1948 15ª giornata | Lucchese | 0 – 1 | Atalanta |  |

| 19 dicembre 1948 16ª giornata | Bari | 0 – 0 | Lucchese |  |

| 26 dicembre 1948 17ª giornata | Lucchese | 5 – 1 | Novara |  |

| 2 gennaio 1949 18ª giornata | Lucchese | 1 – 1 | Bologna |  |

| 5 gennaio 1949 19ª giornata | Lucchese | 5 – 1 | Roma |  |

#### Girone di ritorno
| 9 gennaio 1949 20ª giornata | Triestina | 1 – 0 | Lucchese |  |

| 16 gennaio 1949 21ª giornata | Modena | 4 – 0 | Lucchese |  |

| 23 gennaio 1949 22ª giornata | Lucchese | 1 – 0 | Pro Patria |  |

| 30 gennaio 1949 23ª giornata | Lazio | 2 – 1 | Lucchese |  |

| 6 febbraio 1949 24ª giornata | Lucchese | 1 – 1 | Torino |  |

| 13 febbraio 1949 25ª giornata | Lucchese | 6 – 2 | Palermo |  |

| 20 febbraio 1949 26ª giornata | Milan | 4 – 0 | Lucchese |  |

| 6 marzo 1949 27ª giornata | Lucchese | 0 – 1 | Livorno |  |

| 13 marzo 1949 28ª giornata | Juventus | 2 – 1 | Lucchese |  |

| 20 marzo 1949 29ª giornata | Fiorentina | 1 – 0 | Lucchese |  |

| 3 aprile 1949 30ª giornata | Lucchese | 4 – 0 | Padova |  |

| 10 aprile 1949 31ª giornata | Genoa | 0 – 0 | Lucchese |  |

| 17 aprile 1949 32ª giornata | Lucchese | 3 – 1 | Sampdoria |  |

| 20 aprile 1949 33ª giornata | Lucchese | 0 – 0 | Inter |  |

| 30 aprile 1949 34ª giornata | Atalanta | 2 – 2 | Lucchese |  |

| 8 maggio 1949 35ª giornata | Lucchese | 1 – 1 | Bari |  |

| 15 maggio 1949 36ª giornata | Novara | 5 – 2 | Lucchese |  |

| 29 maggio 1949 37ª giornata | Bologna | 4 – 1 | Lucchese |  |

| 5 giugno 1949 38ª giornata | Roma | 3 – 0 | Lucchese |  |

## Statistiche

### Statistiche di squadra
| Competizione | Punti | In casa | In casa | In casa | In casa | In casa | In casa | In trasferta | In trasferta | In trasferta | In trasferta | In trasferta | In trasferta | Totale | Totale | Totale | Totale | Totale | Totale | DR |
| Competizione | Punti | G       | V       | N       | P       | Gf      | Gs      | G            | V            | N            | P            | Gf           | Gs           | G      | V      | N      | P      | Gf     | Gs     | DR |
| ------------ | ----- | ------- | ------- | ------- | ------- | ------- | ------- | ------------ | ------------ | ------------ | ------------ | ------------ | ------------ | ------ | ------ | ------ | ------ | ------ | ------ | -- |
| Serie A      | 38    | 19      | 11      | 6       | 2       | 41      | 15      | 19           | 3            | 4            | 12           | 14           | 40           | 38     | 14     | 10     | 14     | 55     | 55     | 0  |

### Statistiche dei giocatori
| Giocatore      | Serie A  | Serie A |
| Giocatore      | Presenze | Reti    |
| -------------- | -------- | ------- |
| G. Bacci       | 20       | 6       |
| A. Bertuccelli | 34       | 0       |
| L. Carello     | 4        | 2       |
| U. Conti       | 25       | 15      |
| R. Cuscela     | 36       | 0       |
| J. Fabian      | 28       | 12      |
| F. Galli       | 3        | 0       |
| A. Gambi       | 2        | 0       |
| M. Guerrieri   | 5        | 0       |
| P. Magni       | 35       | 1       |
| R. Merlin      | 38       | 9       |
| D. Michelini   | 11       | 0       |
| C. Nay         | 35       | 0       |
| A. Peruzzo     | 4        | 1       |
| L. Rosellini   | 35       | 1       |
| C. Scarpato    | 29       | 1       |
| G. Toth        | 29       | 5       |
| M. Uram        | 7        | 0       |
| G. Viola       | 33       | -41     |
| D. Zotti       | 5        | -14     |